# Palikije Pierwsze
Palikije Pierwsze – wieś w Polsce położona w województwie lubelskim, w powiecie lubelskim, w gminie Wojciechów.
Za Królestwa Polskiego istniała gmina Palikije. W latach 1975–1998 miejscowość administracyjnie należała do ówczesnego województwa lubelskiego.
Wieś stanowi sołectwo gminy Wojciechów.
Wieś jest siedzibą rzymskokatolickiej parafii Najświętszej Maryi Panny Matki Kościoła.

## Historia
Palikije, dziś Palikije Pierwsze i Palikije Drugie w wieku XIX jedna wieś i folwark w powiecie lubelskim, gminie i parafii Wojciechów, odległe 14 wiorst od Lublina. Wieś posiada młyn wodny i pokłady kamienia wapiennego.
Spis z 1827 roku wykazał 35 domów i 202 mieszkańców.
Dziedzicem wsi w XV w. był Zbigniew Szczekocki herbu Odrowąż. Z 11 łanów kmiecych dziesięcinę w naturze oddawano do archidiakonatu lubelskiego wartości do 10 grzywien z 30 innych łanów na stół biskupa krakowskiego, ale w pieniądzach po 6 skotów z łanu. Ówczesny dziedzic założył tu dwór (curia militaris) i z ról kmiecych utworzył folwark, dający dziesięcinę biskupowi z 4 ½ łanów. Inny dziedzic Metelski miał 2 ½ łanów, sołtys 4 łany; były tu dwie karczmy i ogrodziarz bez roli. Wszyscy dawali dziesięcinę biskupowi krakowskiemu (Długosz L.B. t.I s.200). Wieś należała do parafii Wojciechów. Według regestru poborowego z 1531 r. wieś Palikije stanowiła całość ze wsiami: Wojciechów, Baski(Bąntki r. 1543), Maski (Maszki). Wójt Brzostek miał w Palikijach 3 łany (Pawiński, Małop, 358). W drugiej połowie XIX wieku folwark Palikije posiadał rozległość gruntów mórg 1652 (...). Wieś Palikije posiadała osad 44, z gruntem mórg 1005.
II Wojna Światowa
Dnia 2 marca 1944 roku Sonderdienst wspólnie z żandarmerią oraz SS dokonały pacyfikacji wsi Palikije w gminie Wojciechów. Za niedostarczone kontygnenty spalono 12 gospodarstw i rozstrzelano 7 osób.

## Dworek w Palikijach
Dworek wybudowano w 1682 roku, przebudowano w 1906 roku.  Murowany dwór zwrócony jest frontem na wschód. Część północna jest parterowa, część południowa piętrowa. Na fasadzie znajduje się tablica kamienna z h. Jastrzębiec i Paprzyca oraz datami 1682-1906. Dwór otoczony jest parkiem, w którym dominują lipy. Do dworku prowadzi droga między stawami. Podczas pacyfikacji wsi Palikije podczas II wojny światowej, spaleniu uległo pierwsze piętro amfilady. Obecnie dwór jest w posiadaniu osób prywatnych i wstęp na teren parku jest wzbroniony.